# Weißsieden
Weißsieden ist ein Verfahren zur Verschönerung geringwertiger Silberwaren aus stark kupferhaltiger Legierung.
Die Werkstücke werden in glühendes Kohlenfeuer gehalten, bis sie infolge der Oxidation des in der Legierung enthaltenen Kupfers an der Oberfläche mit einem schwarzen Überzug versehen sind. Durch erhitzte verdünnte Schwefelsäure oder eine Weinsteinlösung wird dann das unedlere Kupfer entfernt und es bleibt an der Oberfläche eine dünne Silberschicht zurück. 
Die älteren Scheidemünzen waren „weiß gesotten“, sie erschienen daher silberweiß, solange sie neu waren. Beim Gebrauch wurde aber das reine Silber an der Oberfläche abgerieben und die rötliche Farbe der kupferhaltigen Legierung kam zum Vorschein. 
Weißsieden wird auch „Verzinnung auf nassem Weg“ genannt.